# Călinești (Teleorman)
Călinești is een Roemeense gemeente in het district Teleorman.
Călinești telt 3593 inwoners.